# Битка код Подујева
Битка код Подујева представља скуп борбених дејстава снага безбедности Републике Србије усмерених на деблокаду села и елиминисање терористичких формација ОВК у околини Подујева. Након етничког чишћења Срба из општине Подујево и константних напада на полицијске и војне јединице здружене снаге безбедности су разбиле неколико терористичких формација. Током извођења акције присуствовали су и посматрачи ОЕБС-а. Сама акција се догодила у периоду потписаног примирја и уследила је након константних провокација и терористичких акција ОВК.

## Операција
Непосредан повод за дејства био је убиство инспектора државне безбедности у Подујеву Милића Јовића 21. децембра 1998. Након тога полиција 23. децембра врши извиђање терена да би 24. децембра кренула у потеру за убицама у селу Доња Лапаштица и том приликом ликвидирала неколико терориста. Истог дана, 24. децембра, терористи су извели напад на колону Војске Југославије на путу Приштина - Подујево, ранивши 2 војника. Борбена група ВЈ је узвратила на напад и разбила терористичку групу. Она је тада наставила са својим активностима и преместила се на аеродром Батлава где је извршила одбрамбене припреме и укопавање оруђа и борбене технике. Борбена група ВЈ је са седам БВП М-80, једним Т-55 и неколико камиона ојачала своје присуство у рејону Подујева у циљу пружања подршке операцији и пацификацији подручја. Два дана након тога, 26. децембра, терористи у селу Обранџа на кућном прагу убијају Милована Радојевића након чега је полицијска група са два М-86 оклопна аутомобила и 12 оклопних камиона ушла у село и остала до сутрадан. Напади су се наставили и 27. децембра у селу Велика Река где терористи рањавају цивила Драгослава Здравковића као и три полицајца из патроле која је притекла у помоћ и започела увиђај. Истовремено борбена група ВЈ започиње дејства у близини села Обранџа и напада укопане положаје терориста. Рањени цивил и полицајци су се нашли у блокади и после двочасовне борбе обруч је пробијен и рањеници евакуисани.

## Последице
По окончању борби ситуација се у околини Подујева смирила али је остала напета. Уз велико залагање верификационе мисије ОЕБС-а постигнут је договор о прекиду борби ради евакуације рањеника. ОЕБС је посредовао и у извлачењу цивила српске националности из села у околини Подујева чиме је настављено етничко чишћење Срба у тој општини. Примирје је трајало до 9. јануара 1999. када је изведен нови терористички напад на полицију код села Перане. Тек 28. јануара 1999. су терористи истерани из ровова у близини магистралног пута Приштина - Подујево и неутралисане ватрене тачке терориста и базе у селу Обранџе.